# 聖羅克杜卡納
19°44′20″S 40°39′25″W / 19.73889°S 40.65694°W
聖羅克杜卡納（葡萄牙語：São Roque do Canaã），是巴西的城鎮，位於該國東南部，由聖埃斯皮里圖州負責管轄，始建於1997年1月1日，面積342平方公里，海拔高度120米，2010年人口11,273，人口密度每平方公里32.96人。